# Moonshadow
Moonshadow ist ein von Cat Stevens geschriebener Folk-Rock-Song, der von ihm 1970 im Vereinigten Königreich und 1971 in den USA als Single veröffentlicht wurde. Er ist auch auf seinem Album Teaser and the Firecat von 1971 enthalten.

## Hintergrund

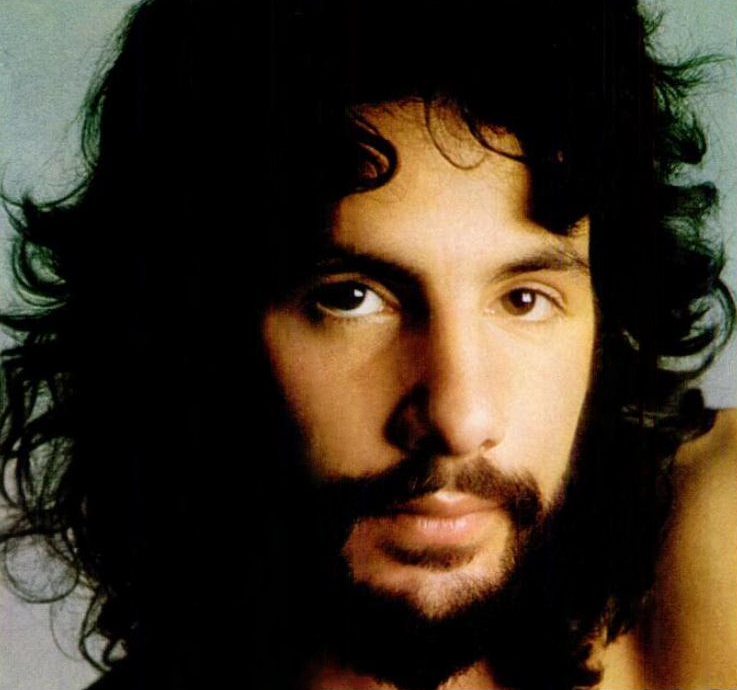
Cat Stevens (1972)

Der Song erschien sowohl auf dem britischen als auch auf dem US-Label der Single als Moon Shadow. Stevens sieht ihn als Lieblingsstück seiner alten Lieder an.
Als er 2009 in The Chris Isaak Hour interviewt wurde, sagte er über diesen Song: „Ich war im Urlaub in Spanien. Ich war ein Kind aus dem Londoner West End - helle Lichter und so weiter. Ich konnte den Mond nie allein im Dunkeln sehen, es gab immer nur Straßenlaternen. Ich stand also in einer schönen Nacht am Wasser, der Mond leuchtete, und plötzlich schaute ich hinunter und sah meinen Schatten. Ich fand das so cool, das hatte ich noch nie gesehen.“
Cash Box schrieb, dass dieses „sanft geschneiderte Stück von Cat Stevens seine skurrile Seite“ zeige. Billboard nannte es eine „super rhythmische Ballade“, Record World einen „interessanten Song“.
Im Mai 2012 wurde Moonshadow, ein Musical, das Musik aus seiner gesamten Karriere enthält, im Princess Theatre in Melbourne in Australien aufgeführt. Die Show erhielt gemischte Kritiken und wurde vier Wochen früher als geplant beendet.
Cover.Info verzeichnet 23 Coverversionen, so 1972 von Labelle, 2001 von Roger Whittaker, 2003 von Mandy Moore und 2011 von Chris de Burgh.